# Tiền đạo (bóng đá)

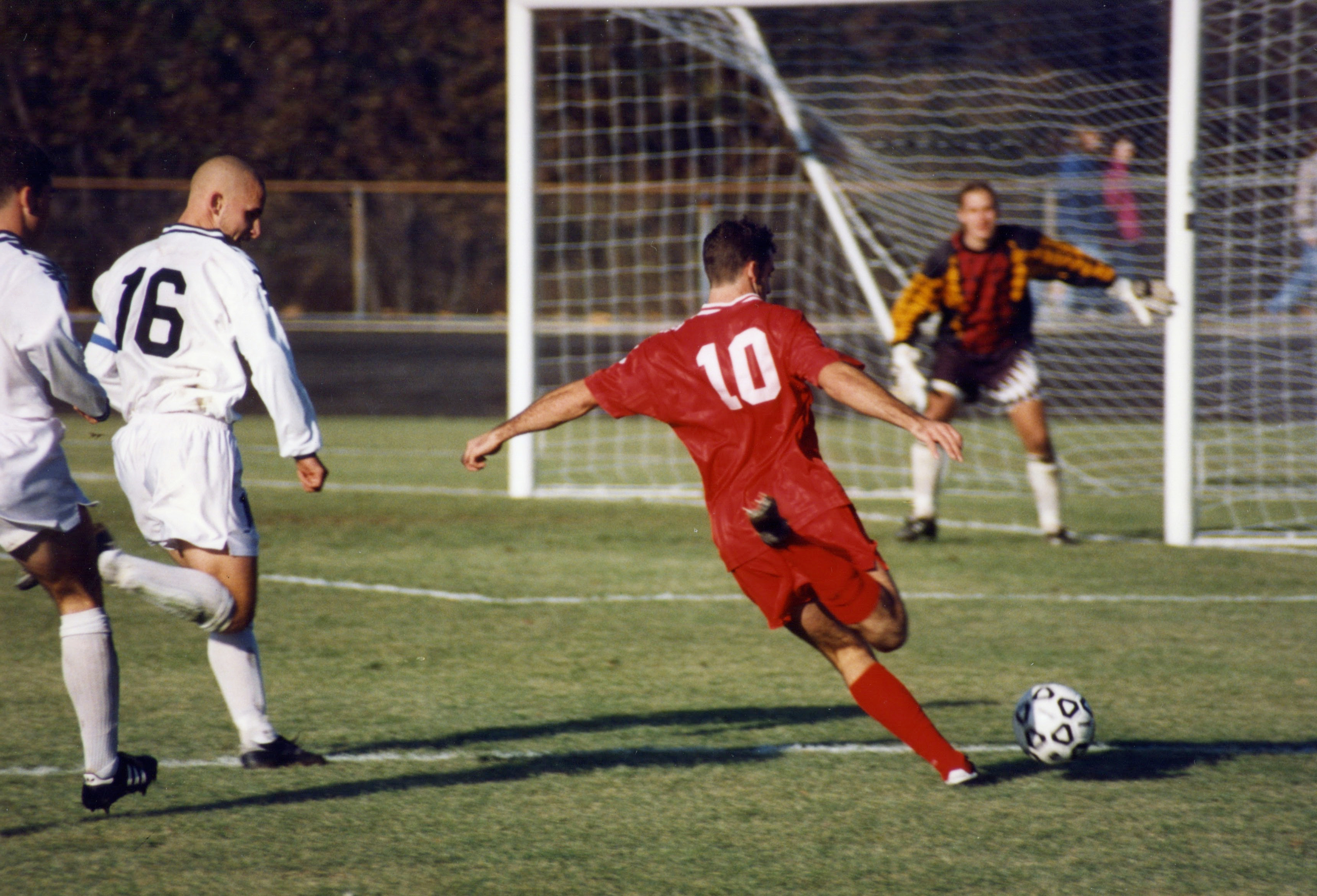
Tiền đạo (số 10, áo đỏ) vượt qua hậu vệ (số 16, áo trắng) và chuẩn bị thực hiện sút vào khung thành. thủ môn sẽ cố gắng ngăn tiền đạo ghi bàn bằng cách ngăn bóng đi qua vạch vôi.

Tiền đạo (còn được biết là cầu thủ tấn công ảo) là các vị trí ngoài sân trong một đội bóng đá chơi xa nhất trên sân và do đó chịu trách nhiệm cao nhất trong việc ghi các bàn thắng cũng như kiến tạo chúng. Như với bất kỳ cầu thủ tấn công nào, vai trò của tiền đạo phụ thuộc rất nhiều vào khả năng tạo khoảng trống để tấn công.
Các vị trí tấn công thường có lợi cho những cầu thủ không hợp lý, những người đặt câu hỏi cho hàng phòng ngự của đối phương để tạo cơ hội ghi bàn, nơi họ được hưởng lợi từ việc thiếu khả năng đoán trước trong lối chơi tấn công. Đội hình thông thường bao gồm một đến ba tiền đạo. Ví dụ: 4–2–3–1 bao gồm một tiền đạo. Đội hình ít thông thường hơn có thể bao gồm nhiều hơn ba tiền đạo, hoặc không có.

## Tiền đạo cắm

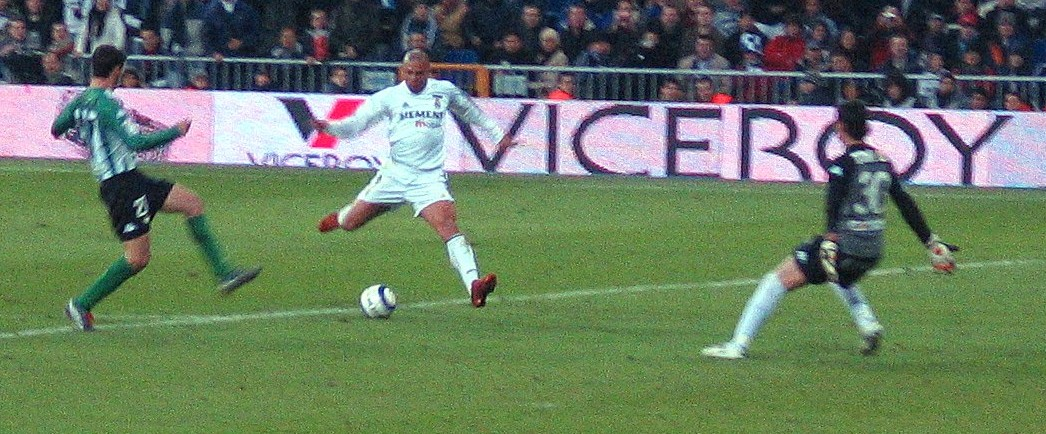
Tiền đạo người Brasil Ronaldo (giữa, áo trắng) thực hiện một cú sút vào khung thành. Là một tiền đạo đa năng, anh đã ảnh hưởng đến một thế hệ tiền đạo nối tiếp.

Vai trò bình thường của một tiền đạo là ghi phần lớn các bàn thắng cho đội. Các tiền đạo cao và thể chất với khả năng đánh đầu tốt cũng có thể được sử dụng để thực hiện các quả tạt, giành bóng dài hoặc nhận đường chuyền và giữ bóng khi quay lưng về phía khung thành như đồng đội tiến lên, để tạo chiều sâu cho đội của họ hoặc giúp đồng đội ghi bàn bằng cách cung cấp các đường chuyền ('chạy thẳng' vào vòng cấm), biến thể thứ hai thường đòi hỏi tốc độ nhanh hơn và di chuyển tốt, ngoài khả năng dứt điểm. Hầu hết các tiền đạo hiện đại đều hoạt động trước các tiền đạo thứ hai hoặc tiền vệ tấn công trung tâm, và thực hiện phần lớn các pha xử lý bóng bên ngoài vòng cấm. Thuật ngữ "tiền đạo mục tiêu" thường được sử dụng thay thế cho thuật ngữ của tiền đạo, nhưng thường mô tả một loại tiền đạo cụ thể, thường là một cầu thủ cao lớn và có thể lực tốt, giỏi đánh đầu; vai trò chính của họ là giành được bóng cao trên không, cầm bóng và tạo cơ hội cho các thành viên khác trong đội, ngoài ra còn có thể tự mình ghi nhiều bàn thắng. Tuy nhiên, hai thuật ngữ này không nhất thiết đồng nghĩa với nhau, trong đó tiền đạo mục tiêu đã phát triển thành một vai trò chuyên biệt hơn, trong khi mô tả trung tâm về phía trước rộng hơn, bao gồm nhiều loại tiền đạo.
Khi số áo được giới thiệu trong Chung kết Cúp FA năm 1933, một trong hai tiền đạo ngày hôm đó đã mặc áo số 9 – Dixie Dean của Everton, một tiền đạo mạnh mẽ, mạnh mẽ, người đã lập kỷ lục ghi nhiều bàn thắng nhất trong một mùa giải ở bóng đá Anh trong mùa giải 1927–28. Con số này sau đó sẽ trở thành đồng nghĩa với vị trí trung vệ (chỉ được mặc vào ngày hôm đó vì một đội được đánh số 1–11 trong khi đội kia được đánh số 12–22).

## Tiền đạo trung tâm

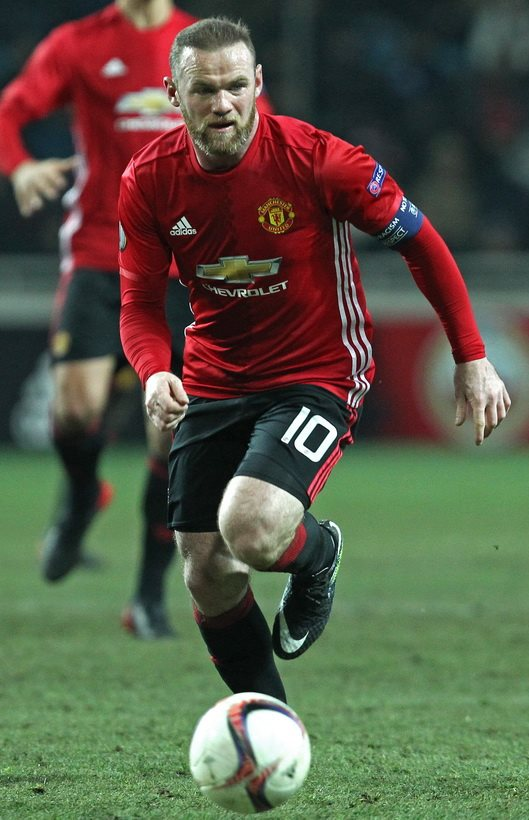
Wayne Rooney, mặc áo số 10, được sử dụng tại Manchester United ở vị trí tiền đạo thứ hai trong nhiều tình huống, chơi phía sau số 9.

Tiền đạo trung tâm có một lịch sử lâu dài trong trò chơi, nhưng thuật ngữ để mô tả hoạt động thi đấu của họ đã thay đổi qua nhiều năm. Ban đầu những cầu thủ như vậy được gọi là tiền đạo nội, tiền đạo trung tâm sáng tạo hoặc lùi sâu ("tiền đạo phụ"). Gần đây hơn, hai biến thể khác của loại cầu thủ cũ này đã được phát triển: tiền đạo thứ hai, hoặc làm bóng, hoặc hỗ trợ, hoặc tiền đạo phụ và, trên thực tế, là một vị trí khác biệt của riêng nó, số 10; vai trò trước đây được minh họa bởi những cầu thủ như Dennis Bergkamp (người sẽ chơi ngay sau tiền đạo Thierry Henry tại Arsenal), Alessandro Del Piero tại Juventus, Youri Djorkaeff tại Inter Milan, hoặc Teddy Sheringham tại Tottenham Hotspur. Những cầu thủ sáng tạo khác chơi lùi sâu hơn, chẳng hạn như Diego Maradona, Ronaldinho, Kaka, Michael Laudrup và Zinedine Zidane thay vào đó thường được mô tả là "số 10", và thường hoạt động ở vị trí tiền vệ tấn công hoặc playmaker nâng cao.
Một tiền đạo cắm phải có khả năng kiểm soát bóng tốt để nhận và kiểm soát bóng, để có thể kết thúc đợt tấn công hoặc tạo cơ hội ghi bàn chắc chắn. Họ cũng cần phải có tầm nhìn phân chia tốt để biết vị trí của mình để dứt điểm hoặc tạo cơ hội ghi bàn. Cuối cùng, một bộ kỹ năng dứt điểm tốt bằng đầu cũng như bằng chân là một lợi thế, vì điều này sẽ dẫn đến tỷ lệ ghi bàn tốt trong các nỗ lực ghi bàn.
Vị trí tiền đạo trung tâm là một mô tả được định nghĩa một cách lỏng lẻo và thường bị hiểu lầm nhất về một cầu thủ được bố trí ở vị trí tự do, ở đâu đó giữa tiền đạo cắm và tiền đạo cắm, cho dù cầu thủ đó là "mục tiêu" hay hơn thế nữa là "kẻ săn trộm". và số 10 hoặc tiền vệ tấn công, đồng thời có thể thể hiện một số đặc điểm của cả hai. Trên thực tế, một thuật ngữ được đặt ra bởi cầu thủ kiến tạo cao cấp người Pháp Michel Platini, "số chín rưỡi", mà anh ấy dùng để mô tả vai trò chơi của người kế vị anh ấy trong vai trò số 10 tại Juventus, cầu thủ người Ý Roberto Baggio, đã là một nỗ lực để trở thành một tiêu chuẩn trong việc xác định vị trí. Có thể hình dung, một số 10 có thể luân phiên đá trung phong với điều kiện cầu thủ này cũng là một tay săn bàn cừ khôi; mặt khác, một tiền đạo cơ động với khả năng kỹ thuật tốt (rê bóng kỹ năng và kiểm soát bóng), tăng tốc, tầm nhìn, chuyền và chơi liên kết, người có thể ghi bàn và tạo cơ hội cho một trung phong ít đa năng hơn, sẽ phù hợp hơn. Mặc dù họ thường được "phép di chuyển" và chạy về phía trước hoặc lùi sâu hơn để nhận bóng ở những khu vực sâu hơn, giúp họ có nhiều thời gian và không gian cầm bóng hơn, nhưng tiền đạo phụ hoặc tiền đạo hỗ trợ không có xu hướng nhận được như vậy. tham gia vào việc điều phối các cuộc tấn công với tư cách là số 10, họ cũng không đưa nhiều cầu thủ khác vào cuộc, vì họ không chia sẻ gánh nặng trách nhiệm, hoạt động chủ yếu trong vai trò hỗ trợ như người cung cấp kiến tạo. Ở Ý, vai trò này được gọi là "rifinitore", "mezzapunta", hoặc "seconda punta", trong khi ở Brasil, nó được gọi là "segundo atacante" hoặc "ponta-de-lança".

## Tiền đạo bên trong

Đội hình 2–3–5: tiền đạo bên trong (màu đỏ) bên sườn tiền đạo trung tâm.

Vĩ trí tiền đạo trong được sử dụng phổ biến vào cuối thế kỷ XIX và nửa đầu thế kỷ XX. Tiền đạo cánh sẽ hỗ trợ tiền đạo trung tâm, chạy và tạo khoảng trống trong hàng phòng ngự đối phương, và khi trò chơi chuyền bóng phát triển, hỗ trợ anh ta bằng các đường chuyền. Vai trò này nhìn chung tương tự như "giữ nhịp" hoặc vị trí tiền đạo thứ hai trong bóng đá hiện đại, mặc dù ở đây, có hai cầu thủ như vậy, được gọi là bó trong phải và bó trong trái.

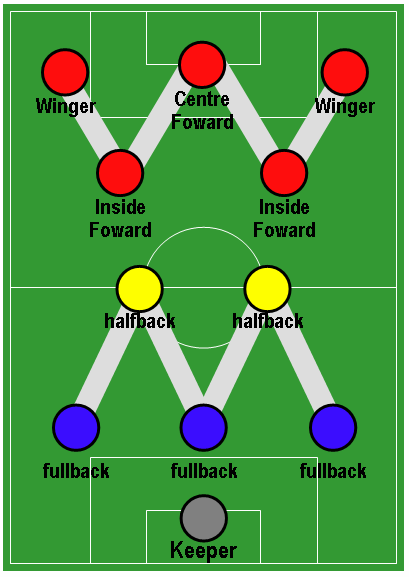
Đội hình WM: tiền đạo bên trong (màu đỏ) chiếm vị trí rút lui nhiều hơn để hỗ trợ tiền đạo trung tâm và bên ngoài phải và trái.

Trong đội hình 2–3–5 đầu tiên các tiền đạo bên trong sẽ tấn công trung vệ ở cả hai bên. Với sự phát triển của đội hình WM, các tiền đạo cánh được đưa trở lại để trở thành các tiền vệ tấn công, cung cấp bóng cho trung phong và hai hàng công ngoài chuyển tiếp – được gọi là ngoài cùng bên phải và ngoài cùng bên trái. Trong thuật ngữ bóng đá Ý, tiền đạo cánh ban đầu đôi khi được gọi là mezzala (nghĩa đen là "cầu thủ chạy cánh", đừng nhầm với hậu vệ cánh); tuy nhiên, việc sử dụng thuật ngữ cụ thể này để mô tả tiền đạo nội hiện đã lỗi thời, vì tên mezzala sau đó đã được áp dụng lại để mô tả vai trò của tiền vệ trung tâm thiên về tấn công trong bóng đá Ý, trong khi vai trò tiền đạo cánh thay vào đó được gọi là "interno" ("nội bộ", trong tiếng Ý) trong bóng đá Ý trong những năm tiếp theo.
Trong trận đấu ngày nay, các tiền đạo cánh đã được đẩy lên phía trước để trở thành những cầu thủ tấn công từ bên ngoài hoặc số 9 ảo, hoặc chạy cánh cho các tiền vệ cánh (trong đội hình 4–3–3), hoặc thậm chí họ được chuyển sang lùi sâu hơn, trong đó họ được yêu cầu lùi về để liên kết với hàng tiền vệ, đồng thời hỗ trợ một tiền đạo khác chơi bên cạnh họ. phía trước (trong đội hình 4–4–2). Nhiều đội vẫn sử dụng một trong những tiền đạo của họ trong vai trò rút lui nhiều hơn sau này như một tiền đạo hỗ trợ cho tiền đạo chính, trong một vai trò nhìn chung tương tự như tiền đạo cánh.

## Tiền đạo cánh

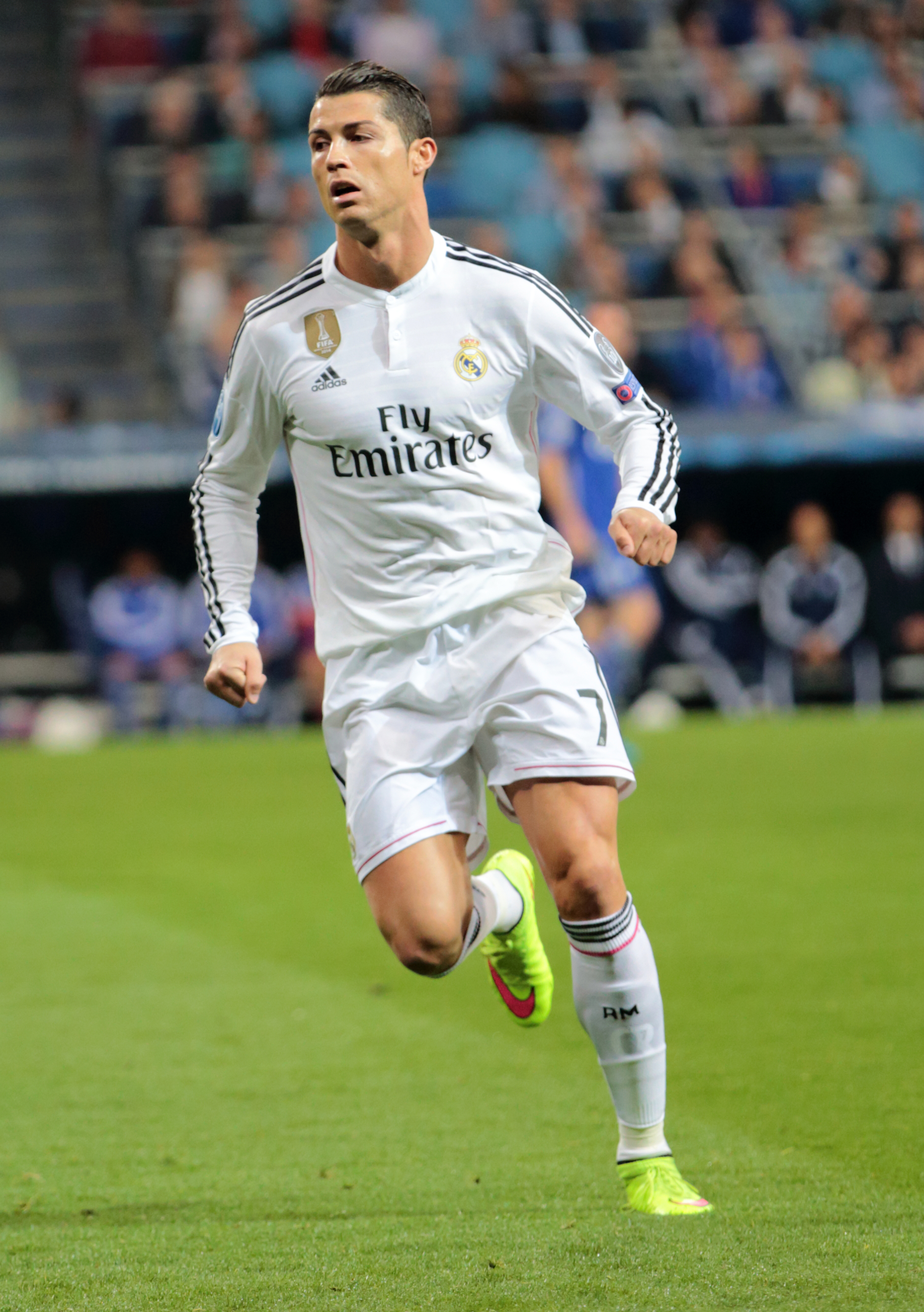
Cristiano Ronaldo đã được triển khai như một cầu thủ chạy cánh đảo ngược.

Một tiền đạo cánh là một cầu thủ tấn công ở vị trí rộng gần đường biên. Họ có thể được phân loại là tiền đạo, coi nguồn gốc của họ là vị trí cũ "tiền đạo ngoài" và tiếp tục được gọi như vậy ở hầu hết các nơi trên thế giới, đặc biệt là ở các nền văn hóa bóng đá Latinh và Hà Lan. Tuy nhiên, trong trò chơi của Anh (trong đó đội hình 4–4–2 và các biến thể của nó được sử dụng phổ biến nhất), chúng thường được tính là một phần của hàng tiền vệ.
Nhiệm vụ của một cầu thủ chạy cánh là đánh bại hậu vệ cánh của đối phương, thực hiện các đường cắt hoặc những quả tạt từ các vị trí rộng và đến vị trí thấp hơn mức độ, để đánh bại các hậu vệ và ghi bàn từ cự ly gần. Họ thường là một số cầu thủ nhanh nhất trong đội và thường có kỹ năng rê bóng tốt. Theo cách sử dụng của Hà Lan, Tây Ban Nha và Bồ Đào Nha, nhiệm vụ phòng thủ của cầu thủ chạy cánh thường bị giới hạn trong việc dồn ép các hậu vệ cánh đối phương khi họ có bóng. Nếu không, một cầu thủ chạy cánh sẽ lùi xuống gần khu vực giữa sân hơn để sẵn sàng, nếu đội của họ giành lại bóng.

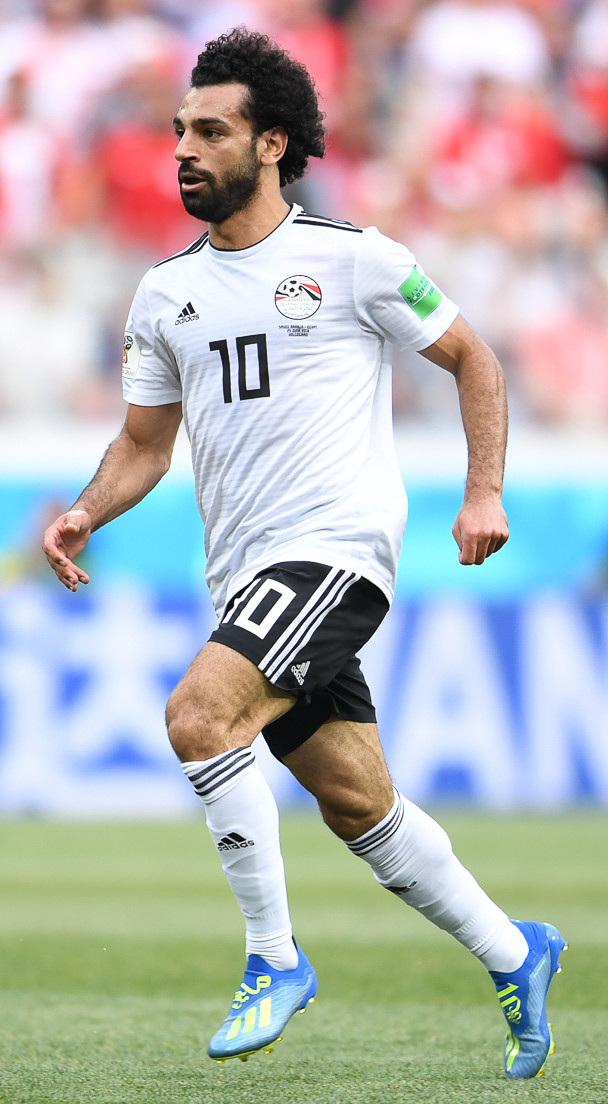
Một cầu thủ chạy cánh đảo ngược, Mohamed Salah chơi ở cánh phải, một vị trí cho phép anh cắt vào trong bằng chân trái khỏe hơn của mình.

Trong phong cách bóng đá của Anh và các nước Bắc Âu khác, tiền vệ chạy cánh phải chạy ngược về phía cờ phạt góc của họ nếu hậu vệ cánh của họ cần trợ giúp, đồng thời cũng để theo dõi người ghi điểm, cũng như cắm vào khu vực giữa sân khi các cầu thủ trung tâm hơn đang cố gắng gây áp lực lên đối phương để giành bóng. Đây là một trách nhiệm lớn đối với những người chơi thiên về tấn công, và đặc biệt là những cầu thủ như Joaquín (tiền vệ cánh/tiền vệ rộng), hoặc Ryan Giggs (tiền vệ cánh/tiền đạo), và John Barnes (tiền vệ cánh/tiền vệ trung tâm), những người thiếu các thuộc tính thể chất của một hậu vệ cánh hoặc của một tiền vệ chính thống hơn. Khi những cầu thủ này già đi và mất đi tốc độ tự nhiên, họ thường được bố trí lại thành "số 10" giữa hàng tiền vệ và tiền đạo, nơi họ kiểm soát bóng tốt, kỹ năng kỹ thuật, khả năng tạo cơ hội và khả năng đọc trận đấu được cải thiện. trong phần ba cuối cùng có thể giúp cải thiện các phương án tấn công của đội họ trong không gian chật hẹp. Một ví dụ là việc Inter Milan sử dụng cựu binh Luís Figo phía sau một hoặc hai cầu thủ tấn công khác, ở vị trí tiền đạo phụ hoặc đóng vai trò kiến tạo như một tiền vệ tấn công.
Trong những năm gần đây, có một xu hướng chơi tiền vệ cánh đảo ngược – những cầu thủ chơi rộng đóng quân ở phần 'lầm' của sân, để cho phép họ đột nhập vào trong và sút bằng chân khỏe hơn của họ và đôi khi cung cấp những quả tạt trong lúc lắc. Chiến thuật này đã được sử dụng bởi Frank Rijkaard, người khi còn ở Barcelona, đã chuyển Lionel Messi từ cánh trái sang cánh phải, ban đầu trái với ý muốn của cầu thủ. Điều này cho phép anh ta cắt vào trung tâm và sút hoặc tạt bóng bằng chân trái. Một ví dụ khác về sự kết hợp cầu thủ chạy cánh đảo ngược thành công là việc Bayern Munich kết hợp Arjen Robben thuận chân trái với Franck Ribéry thuận chân phải, lần lượt ở bên cánh phải và cánh trái.
Một mô tả đã được sử dụng trên các phương tiện truyền thông để gán nhãn cho một biến thể của vị trí cầu thủ chạy cánh đảo ngược là mô tả của một cầu thủ chạy cánh "tấn công", "ảo" hoặc "ghi bàn", như được minh họa bởi Cristiano Ronaldo và Gareth Bale ở cánh trái và cánh phải trong thời gian họ ở Real Madrid nói riêng. Nhãn này đã được sử dụng để mô tả một cầu thủ chạy cánh đảo ngược có đầu óc tấn công, người dường như sẽ hoạt động rộng rãi trên lý thuyết, nhưng thay vào đó, người này sẽ được tự do thực hiện các pha chạy chỗ không bị kèm cặp vào các khu vực trung tâm cao cấp hơn bên trong vòng cấm, để có được bàn thắng. kết thúc các đường chuyền, quả tạt và ghi bàn, hoạt động hiệu quả như một tiền đạo cắm. Vai trò này phần nào có thể so sánh với cái được gọi là vai trò raumdeuter trong biệt ngữ bóng đá Đức (nghĩa đen là "thông dịch viên không gian"), như được minh họa bởi Thomas Müller, cụ thể là một cầu thủ chơi rộng có đầu óc tấn công, người sẽ di chuyển vào các khu vực trung tâm để tìm khoảng trống mà từ đó anh ấy có thể nhận đường chuyền và ghi bàn hoặc kiến tạo.
Thay vào đó, "cầu thủ chạy cánh ảo" hoặc "số bảy rưỡi" là một nhãn được sử dụng để mô tả một loại cầu thủ thường chơi ở trung tâm, nhưng thay vào đó lại được triển khai rộng rãi trên giấy; Tuy nhiên, trong suốt trận đấu, họ sẽ di chuyển vào trong và hoạt động ở giữa sân, nhằm kéo các hậu vệ ra khỏi vị trí, làm tắc nghẽn khu vực giữa sân và mang lại lợi thế về số lượng cho đội của họ ở khu vực này, để họ có thể chiếm ưu thế cầm bóng ở khu vực giữa sân và tạo cơ hội cho tiền đạo; vị trí này cũng để lại khoảng trống cho các hậu vệ cánh thực hiện các pha tấn công chồng chéo lên cánh. Samir Nasri, người đã được triển khai ở vai trò này, đã từng mô tả đó là vai trò của một "người kiến thiết không theo trục".
Đôi khi, vai trò của một cầu thủ chạy cánh tấn công cũng có thể được đảm nhận bởi một kiểu cầu thủ khác. Ví dụ: một số nhà quản lý đã biết sử dụng một "người mục tiêu rộng" ở cánh, cụ thể là một cầu thủ to lớn và thể lực thường chơi ở vị trí tiền đạo cắm, và người này sẽ cố gắng giành chiến thắng trong các pha không chiến và cầm bóng trên sân. cánh, hoặc kéo hậu vệ cánh ra khỏi vị trí. Jostein Flo là hình ảnh thu nhỏ của vai trò này đến nỗi một chiến thuật được đặt theo tên của anh ấy – đường chuyền Flo. Egil Olsen, khi huấn luyện Đội tuyển bóng đá quốc gia Na Uy, đã bố trí Flo, thường là một trung vệ, bên cánh phải để khai thác khả năng không chiến kém của các hậu vệ đối phương. Một ví dụ khác là Mario Mandžukić, một trung vệ bẩm sinh, người được sử dụng ở cánh trái dưới thời huấn luyện viên Massimiliano Allegri tại Juventus trong mùa giải 2016–17, cũng như mùa giải tiếp theo. Không giống như những người đàn ông có mục tiêu rộng rãi ở các thời đại trước đó, Mandžukić cũng được giao nhiệm vụ dồn ép các cầu thủ đối phương. Romelu Lukaku đôi khi cũng được sử dụng trong vai trò này.

## Số 9 ảo

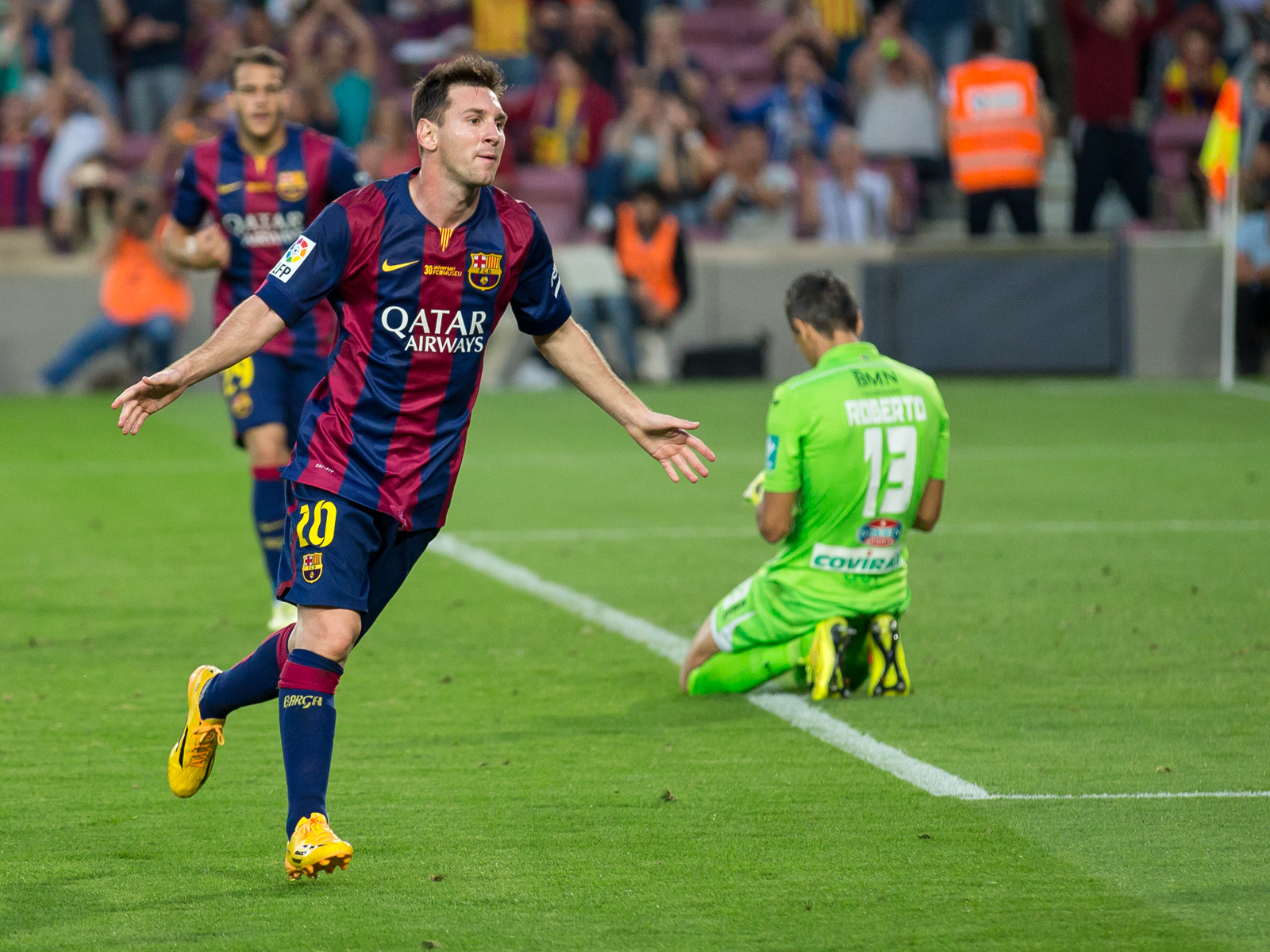
Lionel Messi (trước, số 10) là người đề xuất vị trí số 9 ảo để đạt được nhiều thành công trong những năm gần đây.

Số 9 ảo, theo một số cách tương tự như vai trò tiền vệ tấn công / tiền vệ kiến tạo cao cấp hơn, là một tiền đạo hoặc trung vệ đơn độc khác thường, người lùi sâu xuống hàng tiền vệ. Mục đích của việc này là nó tạo ra một vấn đề đối với trung vệ đối phương, những người có thể chạy theo số 9 ảo, để lại khoảng trống phía sau cho các tiền vệ, tiền đạo hoặc tiền vệ cánh đang lao lên khai thác , hoặc để số 9 ảo có thời gian và không gian để rê bóng hoặc chuyền bóng. Thuật ngữ này xuất phát từ con số truyền thống dành cho trung vệ (chín), và thực tế là theo truyền thống, một trung vệ sẽ ở gần hàng hậu vệ cho đến khi họ có cơ hội vượt qua họ hướng tới mục tiêu. Các thuộc tính quan trọng của một số 9 giả cũng tương tự như của một tiền đạo lùi sâu: khả năng rê bóng để tận dụng khoảng trống giữa các tuyến, khả năng chuyền ngắn tốt để liên kết với hàng tiền vệ và tầm nhìn để chơi thông qua các đồng đội thực hiện các đường chuyền từ sâu tới khung thành.
Số 9 ảo đầu tiên tại một kỳ World Cup là Juan Peregrino Anselmo của Đội tuyển quốc gia Uruguay, mặc dù ông không thể chơi trận đấu với Argentina trong World Cup 1930 do chấn thương. Matthias Sindelar là số 9 ảo của Wunderteam, Đội tuyển quốc gia Áo, năm 1934. Ở Nam Mỹ, vào năm 1941, đội La Máquina của River Plate bắt đầu sử dụng cầu thủ chạy cánh trái Adolfo Pedernera làm tài liệu tham khảo. Khi Pedernera chuyển đến Atlanta, một Alfredo Di Stéfano trẻ tuổi đã thế chỗ ông. Số 9 ảo cũng được Hungary sử dụng vào đầu những năm 1950, với tiền đạo Nándor Hidegkuti đóng vai trò tiền đạo lùi sâu. Năm 1953, bóng đá Anh gây sửng sốt khi đội Hungary đánh bại Anh 6–3 tại Sân vận động Wembley. Revie Plan là một biến thể của chiến thuật được người Hungary sử dụng, liên quan đến việc Don Revie chơi như một tiền đạo lùi sâu. Revie bắt đầu các cuộc tấn công bằng cách vào giữa sân để nhận bóng, khiến trung vệ đối phương mất vị trí. Vai trò này cũng có thể được so sánh với vai trò sai lầm mà Hidegkuti đã vận hành. Hệ thống này lần đầu tiên được triển khai bởi đội dự bị của Manchester City, đội sử dụng hệ thống này đã bất bại trong 26 trận cuối cùng của mùa giải 1953–54. Trước khi bắt đầu mùa giải 1954–55, huấn luyện viên Manchester City Les McDowall đã gọi đội của mình tập huấn trước mùa giải sớm hai tuần để thử chiến thuật mới. Manchester City đã thua trận đầu tiên sử dụng hệ thống này với tỷ số 5–0, nhưng khi các cầu thủ quen hơn với hệ thống này, nó bắt đầu trở nên thành công hơn. Sử dụng hệ thống này, Manchester City lọt vào Chung kết Cúp FA 1955, nhưng để thua Newcastle United 3–1. Năm sau, City lại lọt vào trận chung kết nơi họ đấu với Birmingham City, lần này thắng 3–1.
Trong suốt sự nghiệp của mình, Johan Cruyff thường được triển khai ở vị trí tiền đạo tự do với Ajax, Barcelona và Hà Lan vào những năm 1970 trong đội hình 1–3–3–3 của Rinus Michels, vốn là tính năng chính và thương hiệu của hệ thống bóng đá tổng lực của huấn luyện viên; mặc dù Cruyff là một tay săn bàn cừ khôi ở vị trí này, nhưng anh ấy cũng thường xuyên lùi sâu để gây nhầm lẫn cho người đánh dấu và điều phối các đợt tấn công, hoặc di chuyển ra cánh để tạo khoảng trống cho các đồng đội khác chạy chỗ, điều này đã khiến một số chuyên gia so sánh vai trò này với thời gian trước như một tiền thân của vai trò số 9 ảo hiện đại.
Michael Laudrup thỉnh thoảng được sử dụng như một tiền đạo cắm đơn độc trong Dream Team Barcelona của Johan Cruyff, một vai trò tương tự như vai trò của số 9 ảo hiện đại.
Roma dưới sự dẫn dắt của huấn luyện viên Luciano Spalletti đã sử dụng Francesco Totti, trên danh nghĩa là một tiền vệ tấn công hay trequartista, đá tiền đạo trong sơ đồ "4–6–0" sáng tạo ở khu trung tuyến những năm 2000; điều này đã được đáp ứng với chuỗi 11 chiến thắng liên tiếp.
Tại Euro 2012, huấn luyện viên Tây Ban Nha Vicente del Bosque, mặc dù đôi khi triển khai Fernando Torres như một tiền đạo truyền thống, thường được sử dụng Cesc Fàbregas với tư cách là số 9 ảo trong một số trận đấu, bao gồm trận chung kết. Vào cuối năm 2012, số 9 ảo đã trở thành "chính thống" với nhiều câu lạc bộ sử dụng một phiên bản của hệ thống. Lionel Messi của Barcelona là hình ảnh thu nhỏ của vị trí số 9 giả để gặt hái nhiều thành công trong những năm gần đây, đầu tiên là dưới thời huấn luyện viên Pep Guardiola và sau đó là dưới thời người kế nhiệm Tito Vilanova. Tiền đạo người Brasil Roberto Firmino sau đó cũng được sử dụng thành công ở vị trí số 9 ảo dưới thời huấn luyện viên Jürgen Klopp tại Liverpool.
Một cách tiếp cận để ngăn chặn những số 9 sai lầm là tạo ra sự tắc nghẽn ở khu vực giữa sân bằng cách đưa một số cầu thủ trở lại vai trò phòng ngự nhiều hơn nhằm cố gắng không cho họ có khoảng trống cần thiết để tạo ra lối chơi, đặc biệt là trong chiến thuật "đỗ xe buýt" của José Mourinho.
Trong thuật ngữ bóng đá Ý, vai trò này được lịch sử gọi là "centravanti di manovra" (có nghĩa đen là "tiền đạo trung tâm cơ động").